# Arcade Vintage
Arcade Vintage és una associació cultural petrerina dedicada a la restauració de màquines recreatives de videojocs:
creada el 2013, és una societat pionera en l'especialització en els jocs clàssics i els mobles dedicats, amb una seu que reproduïx un saló recreatiu de finals del segle xx.
La gènesi del projecte es deu al col·leccioniste José Litarte, quan demanà la col·laboració d'altres aficionats per a mantindre la cinquantena de màquines que havia comprat: llavors amprà un local comercial propietat de sa mare i l'obrí als associats i al públic general per una entrada de deu euros; ja que l'opció de convertir-la en un negoci era inviable. Al maig del 2015 celebraren la primera ArcadeCon, amb peces com After Burner, Daytona USA, Double Dragon, Gauntlet, Hang-On, Pac-Man, Pang i la Tetris;
una de les peces del saló, la Missile Storm (Sidam, 1980) prové del saló recreatiu del vaixell museu TSS Duke of Lancaster, varat a Gal·les.
L'any 2019 mamprengueren un projecte nou: la creació d'un Museu del Videojoc a l'antiga fàbrica Rico d'Ibi.